# 古賀和子
古賀 和子（こが かずこ、1958年8月5日 - ）は、RKB毎日放送の社員で元アナウンサー。福岡県久留米市出身、血液型はB型。
中学生の頃からアナウンサーになると決めていたという。西南学院大学を卒業後、1981年にRKB入社、同期は安田瑞代。長年、ラジオを中心に活躍したが、2007年3月、RKBホームページ上で「アナウンサー卒業」を宣言した。その後は編成関連の部署へ異動した。

## 過去の担当番組
- テレビ
  - RKBニュースワイド[1]
- ラジオ
  - 歌謡曲でごきげんNIGHT![1]
  - Hit Hot ミュージック[1]
  - 南こうせつの夢のかよひ路（日曜11:30〜12:00　RKB他ネット）
  - 歌のない歌謡曲（月曜〜金曜6:45〜7:00）「歌のない歌謡曲は50周年を迎えましたが、最初からわたしが担当していたわけではありません」が持ちネタになっていた。